# Akira Toshima
Akira Toshima (japanisch 戸島 章 Toshima Akira; * 4. Oktober 1991 in der Präfektur Miyagi) ist ein japanischer Fußballspieler.

## Karriere
Toshima erlernte das Fußballspielen in der Schulmannschaft der Seiritsu Gakuen High School. Seinen ersten Vertrag unterschrieb er 2010 bei JEF United Chiba. Der Verein spielte in der zweithöchsten Liga des Landes, der J2 League. Im August 2013 wurde er an den Drittligisten Fujieda MYFC ausgeliehen. 2014 kehrte er zu JEF United Chiba zurück. 2015 wechselte er zum Drittligisten FC Machida Zelvia. 2015 wurde er mit dem Verein Vizemeister der J3 League und stieg in die J2 League auf. Für den Verein absolvierte er 79 Ligaspiele. 2018 wechselte er zum Ligakonkurrenten Yokohama FC nach Yokohama. Die Saison 2020 wurde er an den Ligakonkurrenten Omiya Ardija ausgeliehen. Nach Vertragsende in Yokohama unterschrieb er im Februar 2021 einen Vertrag beim Zweitligisten Matsumoto Yamaga FC. Anfang August 2021 wechselte er auf Leihbasis zum ebenfalls in der zweiten Liga spielenden Tokyo Verdy. Für Verdy absolvierte er sieben Zweitligaspiele. Nach der Ausleihe kehrte er im Januar 2022 nach Matsumoto zurück.  Nach der Hinserie 2022 wechselte er ebenfalls auf Leihbasis zum Regionallisten Tochigi City FC.